# 大高人Tommy
大高人Tommy（1996年3月30日—），別稱Tommy，本名富田克將（日语：／ Tomita Katsumasa），發跡於台灣的日本籍YouTuber，主要經營YouTube個人頻道「TommyTommy Japan」，曾為「三原JAPAN」核心成員。

## 早年
Tommy原本在關西大學主修英文，18、19歲時曾分別在菲律賓及美國短期留學。20歲時因緣際會到台灣交換留學兩星期，深刻感受到台灣人的熱情，默默許下未來要長住於此的心願。他在台北的文化大學華語中心學習中文一年，期間住在師大夜市附近。

## YouTube事業
Tommy曾為日本籍YouTuber三原慧悟在台灣創立的YouTube頻道「三原JAPAN」成員，第一次出現是在2017年便利商店的2000元企劃，後來逐漸成為該頻道的主要出演者之一。2020年1月31日宣布退出，並創立個人為主的新頻道「TommyTommy Japan」。
因Tommy在2023年底與朋友Ryu的妻子Yuma發生不倫關係，最終導致Ryu和Yuma離婚。2024年11月Tommy公開表示不倫關係已於2024年3月結束，發表了道歉聲明並停止活動，2025年5月頻道更新。

## 外部連結
- YouTube上的TommyTommy Japan頻道
- Tommy的Facebook專頁
- Tommyとみー的Instagram帳戶